# Winchester (Californië)
Winchester is een plaats (census-designated place) in de Amerikaanse staat Californië, en valt bestuurlijk gezien onder Riverside County.

## Demografie
Bij de volkstelling in 2000 werd het aantal inwoners vastgesteld op 2155.

## Geografie
Volgens het United States Census Bureau beslaat de plaats een oppervlakte van
18,4 km², geheel bestaande uit land. Winchester ligt op ongeveer 478 m boven zeeniveau.

## Plaatsen in de nabije omgeving
De onderstaande figuur toont nabijgelegen plaatsen in een straal van 16 km rond Winchester.